# Brána do vsi v Nahořanech
Brána, která se nachází na silnici II/285 u vstupu do obce Nahořany v okrese Náchod v Královéhradeckém kraji, je zapsaná jako kulturní památka v Ústředním seznamu nemovitých kulturních památek České republiky. Nahořanská brána, upravená v duchu romantismu a doplněná sochařskou výzdobou v podobě dvou lvů na protilehlých pískovcových sloupech, je naprosto ojedinělou a netypickou stavbou svého druhu.

## Historie
Podle zápisů v obecních kronikách bývaly v Nahořanech již v dávnějších dobách dvě brány, a to na obou koncích obce. Brána, která stávala na západním konci obce u domu čp. 1, se nedochovala. Spolu s kamennými zdmi tyto brány chránily obyvatele vesnice před nájezdy lupičů a drancujících vojáků už v dobách třicetileté války a později také během prusko-rakouské války v roce 1866.
Původní kamenná brána na severovýchodním okraji obce poblíž zemědělské usedlosti čp. 19, která vznikla v 19. století na místě někdejší tvrze, byla zaklenutá, měla široký průjezd pro povozy a jeden menší průchod pro pěší. Správa zdejšího okresu však 24. února 1882 vydala výnos, jímž obci nařídila bránu, kterou označila jako  „ohyzdnou komunikaci po silnici této na újmu jsoucí“, úplně zbourat a její pozůstatky odklidit. Nahořanští však váhali toto nařízení uskutečnit a teprve když okresní hejtmanství nařídilo pod hrozbou sankcí bránu do určité lhůty odstranit, se obecní zastupitelstvo usneslo, že odstraní zaklenutí průjezdu a bránu rozšíří, aby vyhovovala novým podmínkám a přesto zůstala ozdobou obce. Nově upravená brána byla dokončena 3. prosince 1885. Nahořanský občan Josef Pozdílek z usedlosti čp. 27, který  byl pověřen provedením stavebních prací, za své dílo obdržel z obecní pokladny částku 463 zlatých 26 krejcarů, která mu byla splácená v průběhu tří let.
Ve své romantické podobě se sochami lvů zůstala nahořanská brána zachována až do 16. června 2014, kdo do ní narazil nepozorný řidič nákladního auta a celou její jednu stranu zboural. Stalo se tak bez ohledu na to, že vjezd do obce ve směru od Nového Města nad Metují omezuje značka  „Zákaz vjezdu nákladních vozidel vyjma dopravní obsluhy“, která však nebývá řidiči respektována. Řidič zachytil její skříňovou nástavbou o pískovcový pilíř, ten se zbortil i se sochou lva a kvádry a socha popadaly na vůz a na vozovku. Škoda na vozidle byla stanovena na zhruba 200 000 Kč, škodu na historické bráně památkáři odhadli ve výši kolem 1,5 miliónu korun. Ihned po havárii začalo obecní zastupitelstvo v Nahořanech připravovat rekonstrukci památné brány, považované za symbol obce. O rok později byla historická brána opět opravená.

## Popis
Zděná kulisová brána se sochařskými doplňky se nachází u vjezdu do obce ve směru od Nového Města nad Metují. Zdi, tvořící nápadnou kulisu po stranách silnice II/285 u vjezdu do vesnice, jsou z otesané opuky a pokryté opukovými deskami. Při okraji silnice jsou zakončeny dvěma mohutnými sloupy z pískovcových kvádrů, zasazenými do opukového zdiva. U země jsou pilíře opatřeny nenápadnými mírně předsazenými patkami. Mnohem výraznější jsou hlavice sloupů, na jejichž vrcholu jsou umístěny sochy ležících lvů, hledících proti sobě přes silnici. Sochy lvů jsou dílem sochaře Antonína Suchardy. Na vnitřní straně pilířů směrem do silnice jsou patrné pozůstatky pískovcových odrazníků.
Mezi pilíři a zbylou částí postranních zdí jsou po obou stranách umístěny segmentově zaklenuté branky pro pěší. Nad brankou, která se nachází vpravo ve směru pohledu od Nového Města nad Metují, je zazděný velký mlýnský kámen neboli žernov. Po obou stranách tohoto kamene jsou vytesány již téměř nečitelné nápisy.